# Madeline Groves
Madeline Groves (Brisbane, 25 mei 1995) is een Australische zwemster. Ze vertegenwoordigde haar vaderland op de Olympische Zomerspelen 2016 in Rio de Janeiro.

## Carrière
Bij haar internationale debuut, op de Gemenebestspelen 2014 in Glasgow, veroverde Groves de bronzen medaille op de 200 meter vlinderslag, daarnaast strandde ze in de halve finales van de 50 meter vlinderslag. Op de 4x100 meter vrije slag zwom ze samen met Brittany Elmslie, Alicia Coutts en Melanie Schlanger in de series, in de finale legde Schlanger samen met Bronte Campbell, Emma McKeon en Cate Campbell beslag op de gouden medaille. Samen met Brittany Elmslie, Remy Fairweather en Bronte Barratt zwom ze in de series van de 4x200 meter vrije slag, in de finale sleepten Elmslie en Barratt samen met Emma McKeon en Alicia Coutts de gouden medaille in de wacht. Voor haar aandeel in de series van beide estafettes ontving Groves twee gouden medailles. Op de Pan-Pacifische kampioenschappen zwemmen 2014 in Gold Coast eindigde de Australische als zevende op de 200 meter vlinderslag en als tiende op de 100 meter vlinderslag.
In Kazan nam Groves deel aan de wereldkampioenschappen zwemmen 2015. Op dit toernooi werd ze uitgeschakeld in de halve finales van zowel de 100 als de 200 meter vlinderslag. Op de 4x100 meter wisselslag zwom ze samen met Madison Wilson, Lorna Tonks en Melanie Wright in de series, in de finale veroverden Emily Seebohm, Taylor McKeown, Emma McKeon en Bronte Campbell de bronzen medaille. Voor haar inspanningen in de series werd Groves beloond met de bronzen medaille.
Tijdens de Olympische Zomerspelen van 2016 in Rio de Janeiro sleepte de Australische de zilveren medaille in de wacht op de 200 meter vlinderslag, driehonderdste seconde achter winnares Mireia Belmonte. Op de 100 meter vlinderslag strandde ze in de series. Samen met Madison Wilson, Taylor McKeown en Brittany Elmslie zwom ze in de series 4x100 meter wisselslag, in de finale legde McKeown samen met Emily Seebohm, Emma McKeon en Cate Campbell beslag op de zilveren medaille. Voor haar aandeel in de series ontving Groves eveneens de zilveren medaille.

## Internationale toernooien
| Jaar | Olympische Spelen                                                                         | WK langebaan                                                                                 | WK kortebaan  | PanPacs                                                                               | Gemenebestspelen |
| ---- | ----------------------------------------------------------------------------------------- | -------------------------------------------------------------------------------------------- | ------------- | ------------------------------------------------------------------------------------- | --- |
| 2014 |                                                                                           |                                                                                              | geen deelname | series 50m vrije slag series 100m vrije slag 10e 100m vlinderslag 7e 200m vlinderslag | 9e 50m vlinderslag · 200m vlinderslag · 4x100m vrije slag · Groves zwom enkel de series · 4x200m vrije slag · Groves zwom enkel de series |
| 2015 |                                                                                           | 11e 100m vlinderslag · 9e 200m vlinderslag · 4x100m wisselslag · Groves zwom enkel de series |               |                                                                                       | |
| 2016 | 17e 100m vlinderslag · 200m vlinderslag · 4x100m wisselslag · Groves zwom enkel de series |                                                                                              | 6-11 december |                                                                                       | |

## Persoonlijke records
Bijgewerkt tot en met 31 augustus 2016
Kortebaan
| Afstand          | Tijd    | Datum            | Plaats  |
| ---------------- | ------- | ---------------- | ------- |
| 100m vrije slag  | 52,06   | 31 augustus 2016 | Berlijn |
| 200m vrije slag  | 1.52,52 | 30 augustus 2016 | Berlijn |
| 50m vlinderslag  | 25,91   | 26 november 2015 | Sydney  |
| 100m vlinderslag | 55,93   | 27 november 2015 | Sydney  |
| 200m vlinderslag | 2.03,08 | 25 november 2015 | Sydney  |

Langebaan
| Afstand          | Tijd    | Datum            | Plaats         |
| ---------------- | ------- | ---------------- | -------------- |
| 100m vrije slag  | 54,77   | 24 juli 2014     | Glasgow        |
| 200m vrije slag  | 1.57,74 | 9 april 2016     | Adelaide       |
| 50m vlinderslag  | 26,20   | 22 januari 2016  | Melbourne      |
| 100m vlinderslag | 57,08   | 7 april 2016     | Adelaide       |
| 200m vlinderslag | 2.04,88 | 10 augustus 2016 | Rio de Janeiro |